# Manakapur, Chikodi
Manakapur là một làng thuộc tehsil Chikodi, huyện Belgaum, bang Karnataka, Ấn Độ.